# Svartråtta
Svartråtta (Rattus rattus) är en gnagare i familjen råttdjur som antas härstamma från sydöstra Asien och som genom sjöfart introducerats till större delen av världens varma och tempererade områden och som under förhistorisk tid spred sig till Europa.

## Utseende
Svartråttan är omkring 9,5–24 cm lång, plus en svans som är 11,5–26 cm. Individerna väger vanligen mellan 150 och 250 gram. Sällan hittas lätta exemplar som är bara 70 gram tunga och ibland förekommer stora råttor med en vikt omkring 300 gram. Jämfört med brunråttan har svartråttan längre svans och större öron. Färgen är inte ett säkert kännetecken för att avgöra arttillhörighet eftersom det finns både svarta och bruna svartråttor. Förutom den "svarta" formen finns en ljusare, som på ovansidan är brungrå och undertill är vitaktig och således i färgteckningen nära överensstämmer med brunråtta. Denna ljusare form, som tidigare kategoriserades som en egen art och senare som en underart, Rattus rattus alexandrinus, är artens vilda stamform, känd från Sydeuropa, Nordafrika, Indien och så vidare, medan den "svarta" råttan är den "domesticerade" formen, som lever i närheten av människorna eller i alla fall blivit mer eller mindre beroende av människans verksamhet.[källa behövs]
Den långa svansen är täckt av fjäll.

## Utbredning och systematik
Svartråttan förekommer idag över större delen av världens varma och tempererade områden. I Europa förekommer den lokalt i Storbritannien och Centraleuropa, samt mer sammanhängande i Sydeuropa och på Balkan. Svartråttan delades under historien upp i en mängd underarter. Olika auktoriteter beskrev 20–30 underarter.
Standardverket Mammal Species of the World listar däremot inga underarter alls. Alla taxon som i andra verk listas som underarter blev antingen godkänt som självständiga arter eller de listas som synonymer till Rattus rattus.
Det gäller främst tre färgvarianter som tidigare fick status som underarter:
- Individer med gråbrun rygg och vit undersida (tidigare R. r. alexandrinus, Egyptisk takråtta).
- Individer med gråbrun rygg och ljus gråbrun undersida (tidigare R. r. frugivorus, fruktråtta).
- Individer med svartgrå rygg och grå undersida samt helt svarta exemplar (nominatformen).

### Förekomst i Sverige
Svartråttan kategoriseras som utdöd i Sverige. Den fanns förr så långt norrut som Hälsingland och Ångermanland. Den trängdes i Sverige undan av brunråttan under 1700-talet och blev från och med 1800-talet sällsynt. Fram till 1951 fanns en population i Arbrå socken i Hälsingland, och senare har främst enstaka individer observerats i hamnstäder. Den senaste kända regelbundna reproduktionen förekom från mitten av 1980-talet till 1994 i ett sädesmagasin i Kalmars hamnområde.

## Ekologi
Svartråttan är vanligen aktiv på natten. I områden där den sällan störs av människor kan den även vara dagaktiv. Arten bygger bon av gräs och kvistar. Ofta placeras boet i hålrum under byggnadernas tak och därför är ett av råttans trivialnamn takråtta. Mera sällan anläggs boet i underjordiska håligheter. Svartråttan är en utmärkt klättrare och den kan även simma och gräva i jorden.
Flera hanar och honor samt deras ungar bildar en flock som försvarar ett revir. Inom flocken etableras en hierarki. Territoriets gränser markeras med en oljeliknande vätska. Svartråttan är allätare men föredrar växtdelar som frukter, frön, blad, nötter och bark. Råttor är dock omnivorer, och kan även äta insekter och andra ryggradslösa djur vid behov.
Flockens alfahane har vanligen företräde vid parningen men även lägre ställda hanar kan para sig. Parningstiden är beroende på utbredning. I varma regioner kan honor para sig hela året men de flesta ungar föds under sommaren och hösten. I tempererade områden har honor mellan mars och november upp till 16 kullar, vanligen 5 till 7. Dräktigheten varar 21 till 29 dagar och sedan föds 6 till 12 ungar. Ungarna är vid födelsen nakna och blinda. De öppnar sina ögon efter cirka 15 dagar och får päls efter tre till fyra veckor. Ungefär vid samma tid slutar honan att dia. Ungarna lämnar boet när de är nästan lika stora som vuxna individer. Könsmognaden infaller tre månader efter födelsen.
I naturen blir svartråttan sällan äldre än ett år. Med människans vård kan den leva upp till fyra år.
Svartråttan har olika naturliga fiender beroende på utbredning. Nära människans samhällen jagas den oftast av tamkatten. I vildmarken fångas den ibland av andra predatorer. När svartråttan hölls tillsammans med brunråttan i samma bur dödas den förstnämnda ofta av den sistnämnda. En svartråtta som känner sig hotad ställer sig på sina bakfötter och visar tänderna.

## Svartråttan och människor
Arten betraktas i alla regioner där den delar levnadsområde med människor som skadedjur. Den skadar odlade träd genom att gnaga på barken och den förstör människans matförråd när den äter grödor eller när den lämnar urin eller avföring. Svartråttan bekämpas ofta med gift som erbjuds i speciella lådor. Giftet innehåller vanligen ett ämne mot blodstillning. Ibland används fällor mot gnagaren.
Tamråttor som används som försöks- och sällskapsdjur är nästan alltid brunråttor.

### Pesten och svartråttan
Svartråttan och brunråttan har tidigare ansetts vara den huvudsakliga spridaren för pest (se digerdöden). Nyare studier visar dock att pesten var luftburen, och spreds människa till människa.  
Svartråttan kan liksom andra vilda djur bära på bakterier som kan överföra sjukdomar; specifikt för vilda råttor är Salmonella, Leptospiros samt Streptobacillus moniliformis.